# Canevino
Canevino là một đô thị ở tỉnh Pavia trong vùng Lombardia của Ý, có cự ly khoảng 60 km về phía nam của Milan và khoảng 30 km về phía đông nam của Pavia. Tại thời điểm ngày 31 tháng 12 năm 2004, đô thị này có dân số 125 người và diện tích là 4,7 km².
Canevino giáp các đô thị sau: Caminata, Montecalvo Versiggia, Nibbiano, Rocca de' Giorgi, Ruino, Volpara.